# Karen Kilimnik
Karen Kilimnik, née à Philadelphie en 1955, est une plasticienne américaine.
Elle est surtout connue pour ses installations poétiques et théâtrales, combinées à un grand sens du romanesque.

## Biographie
Elle fait ses études à la Temple University de Philadelphie.
Concernant ses peintures, elle s'est distinguée par des portraits de personnalités contemporaines (Paris Hilton, Leonardo DiCaprio, Rudolf Noureev) placées dans des situations féériques ou historiques (Paris Hilton en Marie-Antoinette).
Pour sa première grande exposition en France, elle est accueillie au sein du département de l'ARC du Musée d'art moderne de la ville de Paris du 27 octobre 2006 au 7 janvier 2007.
Elle était représentée à Paris par la galerie Jennifer Flay dans les années 90 qui lui consacra deux expositions personnelles dans son espace rue Debelleyme. 